# Джейш Халид ибн Аль-Валид
Джейш Халид ибн аль-Валид (араб. جيش خالد بن الوليد‎, Армия Халида ибн аль-Валида) — вооружённая исламистская группировка, действующая на юге Сирии. Образована в результате слияния группировок: «Бригады мучеников Ярмука», «Исламского движения Мусанна» и «Армии Джихада». Названа в честь Халида ибн аль-Валида — одного из сподвижников Мухаммеда. Сотрудничала с Исламским государством. Контролировала небольшой регион на юго-востоке от Голанских высот, в сирийской провинции Даръа. В конце июля 2018 года потеряла подконтрольные территории в результате операции «Базальт», проводимой правительственными войсками Сирии при поддержке ВКС РФ. Вела вооружённую борьбу как против правительственных сил Башара Асада, так и других повстанческих группировок.
В середине 2018 года группировка переименована в «Вилаят Хауран Исламского Государства».